# Saint-Priest, Creuse
Saint-Priest är en kommun i departementet Creuse i regionen Nouvelle-Aquitaine i de centrala delarna av Frankrike. Kommunen ligger i kantonen Évaux-les-Bains som tillhör arrondissementet Aubusson. År 2022 hade Saint-Priest 150 invånare.

## Befolkningsutveckling
Antalet invånare i kommunen Saint-Priest
Referens:INSEE